# Llatí vulgar
El llatí vulgar (llatí clàssic: sermō vulgāris) és la varietat del llatí parlada per la gent de l'Imperi Romà, incloent-hi els seus legionaris. No és pas la llengua clàssica pròpia de les classes més il·lustrades, molt més literària. Amb el temps, la llengua oral va crear dialectes. El terme «llatí vulgar» vol dir qualsevol varietat vernacle que es va parlar a les províncies (sobretot occidentals) de l'imperi. Mentre que el llatí clàssic no va sobreviure, el vulgar va seguir divergint fins que, cap al segle ix, en van sorgir les formes primerenques de les llengües romàniques modernes com ara el català, l'occità, el portuguès, el francès, l'italià, el castellà, i el romanès.
La pronúncia, el vocabulari, i la gramàtica del llatí parlat eren diferents de les de l'estil literari. Les característiques del llatí vulgar apareixen durant uns quants períodes de l'imperi i a unes quantes províncies, bé sigui per l'evolució interna de tendències que ja eren presents al llatí dels soldats i els colons romans, segons la seva procedència social o geogràfica, o bé sigui per l'adopció imperfecta del llatí pels pobles sotmesos que van deformar-lo fins a fer aparèixer una mena de crioll, una llengua barrejada.
Els escriptors llatins no es van entretindre pas a transcriure com parlaven els seus contemporanis. Els estudiosos del llatí vulgar es veuen forçats a seguir mètodes indirectes, i extreuen les seves dades de tres menes de fonts:
- El mètode comparatiu permet reconstruir estadis del llatí vulgar a partir dels trets que comparteixen les llengües romàniques i que difereixen del llatí clàssic.
- S'han conservat textos de gramàtiques prescriptives de l'època del llatí tardà que enumeren (i condemnen) els errors que solien fer els parlants de llatí, i això ens permet fer-nos una idea de com parlaven.
- Finalment, les ultracorreccions i altres usos que no són clàssics que de vegades apareixen als textos de llatí tardà també ens donen indicis de com parlava qui els va escriure.

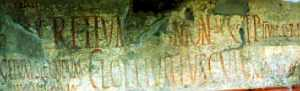
El llatí vulgar, com el d'aquest grafit polític trobat a Pompeia, era la llengua que parlava la plebs de l'Imperi Romà, diferent del llatí clàssic o literari.

Després del final de l'Imperi Romà d'Occident, el llatí vulgar va coexistir amb el llatí tardà escrit encara durant uns quants segles, perquè els parlants de les llengües vernacles escrivien fent servir la prestigiosa gramàtica llatina tradicional, tot i que sovint se'ls escapaven errors i desviacions de les normes del llatí clàssic.
El tercer Concili de Tours de 813 va decidir que els preveres prediquessin en llengua vulgar per tal que els fidels els poguessin entendre. En aquest moment, doncs, ja hi havia una percepció clara de la diferència entre la llengua que parlava el poble i el llatí que s'escrivia.
El 842, menys de trenta anys després del Concili de Tours, el Jurament d'Estrasburg és el primer document escrit en una llengua romànica, que clarament ja no és el llatí.

## Què va ser el llatí vulgar?
El nom «vulgar» deriva de la paraula llatina vulgāris, que significava «comú», o «del poble». Per a qui estudia llatí, «llatí vulgar» té uns quants significats:
- A les anàlisis sincròniques, fa referència a la parla de l'Imperi Romà. El llatí clàssic sempre va ser una llengua literària, més aviat artificial. Podem suposar que el llatí portat pels soldats romans a la Gàl·lia o la Dàcia no va ser el llatí de Ciceró. Per tant, el llatí vulgar va ser una llengua parlada, que es va començar a escriure en llatí tardà, l'estil del qual ja diferia força del clàssic, el primer segle de la nostra era.
- Des d'un punt de vist diacrònic, el llatí vulgar és l'hipotètic ancestre de les llengües romàniques, que no es pot estudiar directament més que per unes poques inscripcions. Aquesta llengua és el producte d'una gran sèrie de canvis al llatí clàssic, i va poder ser reconstruïda gràcies a les llengües que se'n van derivar, les llengües vernacles romances.
- En un sentit més restringit, el terme pot voler dir l'hipotètic protoromanç específic de les llengües romances occidentals, és a dir aquells que van sorgir al nord i a l'oest de l'eix geogràfic la Spezia–Rímini, a la península Ibèrica, a les Illes Balears i al nord-oest africà (la parla d'aquest últim, però, és molt poc testificada). Aquest criteri proposa que l'italià sud-oriental, el romanès, i el dàlmata es van desenvolupar per separat.
- Finalment, de vegades també es considera com a llatí vulgar el conjunt d'innovacions gramaticals del llatí tardà, presents en fonts com ara la Peregrinatio Aetheriae, text del segle iv on la monja Egèria relata un viatge a Palestina i al mont Sinaí, o les obres de sant Gregori de Tours. Com que la documentació és molt escassa, té un gran valor  filològic: de vegades s'hi troben desviacions de la norma escrita, que poden dir com era la parla comú, ja habitual aleshores a l'entorn social de l'autor.

Algunes obres literàries són diferents del llatí clàssic. Per exemple, pel fet que a les comèdies de Plaute i Terenci molts dels seus personatges eren esclaus, aquestes obres tenen alguns trets primerencs de llatí basilecte, tal com fan els homes lliures del Satíricon de Petroni.
El llatí vulgar va anar diferenciant-se, i van sortir el català, occità, francès, italià, castellà, portuguès, romanès, etc. Es considera que el llatí vulgar va desaparèixer quan els dialectes locals van arribar a ser llengües diferents.
Es considera que el segle iii va ser quan, més enllà de les declinacions, bona part del vocabulari va canviar (per exemple,equus → cavallus, etc.). Però aquestes mutacions no van ser uniformes a tot l'imperi, per tant, potser les diferències més cridaneres es trobessin entre les formes parlades a les províncies (també a causa de l'adquisició de nous localismes).

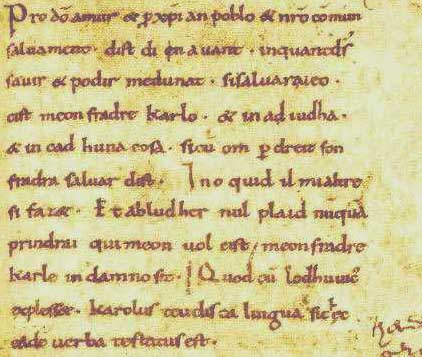
Extracte del Jurament

Després de la caiguda de l'Imperi Romà d'Occident, durant alguns segles el llatí vulgar va coexistir amb el llatí tardà escrit, perquè els parlants de llengües romàniques vernacles preferien escriure usant la prestigiosa gramàtica i ortografia tradicional llatina. Però, encara que això intentaven, sovint qui escrivia no respectava les normes del llatí clàssic. Al tercer Concili de Tours el 813, es va decidir que el clergat prediqués en llengua vernacla perquè l'audiència els entengués. El 842, menys de trenta anys després del Concili de Tours, els Juraments d'Estrasburg, que reprodueixen un acord entre dos dels hereus de Carlemany, van ser redactats en dues llengües, una germànica que evolucionaria cap a l'alemany, i una altra romanç, que sens dubte ja no era llatí, que evolucionaria cap al francès. El jurament reprodueix un acord entre dos dels germanastres hereus de Carlemany:
| « | Pro deo amur et pro christian poblo et nostro commun salvament, d'ist di in avant, in quant deus savir et podir me dunat, si salvarai eo cist meon fradre Karlo et in aiudha et in cadhuna cosa... | Per l'amor de Déu i pel poble cristià i la nostra salvació comuna, des d'aquest dia en endavant, sempre que Déu em doni saviesa i poder, defensaré el meu germà Carles i l'ajudaré en qualsevol cosa…. | » |

Aquest llatí tardà, possiblement de Roma, mostra el canvi que s'estava fent en aquesta zona, identificable com Itàlia. Llavors, els textos del dret romà, tant els de  Justinià com els de l'Església Catòlica, van congelar el llatí formal, unificat finalment pels copistes medievals, i des de llavors separat del ja independent romanç. La llengua escrita va continuar existint com a llatí medieval. Els romanços vernacles van ser reconeguts com a llengües diferenciades, separades, i van començar a desenvolupar normes i ortografies pròpies. Llavors, «llatí vulgar» va deixar de ser un nom útil per identificar les llengües romàniques. Llavors, el llatí vulgar es va convertir en un terme col·lectiu per designar un grup de dialectes derivats del llatí, amb característiques locals (no sempre comunes), que no eren una llengua en el sentit clàssic del nom. Podria ser descrit com una cosa incipient, indefinida, que gradualment va anar cristal·litzant en les formes primerenques de cada llengua romanç. El llatí vulgar va ser, per tant, un punt intermedi de l'evolució.

## Els canvis dels sons
Els sons del llatí vulgar va tenir tot un seguit de canvis que trobem després documentats a les llengües romàniques.
El llatí clàssic tenia 10 vocals: les cinc vocals A,E,I,O,U curtes i llargues. I 3 diftongs: AE, OE, AU. A la major part de l'Imperi Occidental, aquest sistema basat en la llargada vocàlica va evolucionar cap a un sistema de 7 vocals basat en la qualitat vocàlica:
- Ă breu i Ā llarga van confluir en [a]
- Ī llarga es va conservar com [i]
- Ū llarga es va conservar com [u]
- Ĭ breu, Ē llarga i el diftong OE van confluir en [e] tancada
- Ŭ breu, Ō llarga i el diftong AU van confluir en [o] tancada
- Ĕ breu i el diftong AE van confluir en e oberta [ɛ]
- Ŏ breu va passar a o oberta [ɔ]

Les noves vocals obertes [e] i [o] van tendir a diftongar-se o patir mutacions en força llengües romàniques occidentals, per exemple:
- FŎCUS («foc») va donar → feu (en francès), fuego (en castellà), fuoco (en italià), però foc (en català), fogo (en portuguès) i huèc (en gascó).
- FĔRRUM («ferro») va donar → hierro (castellà), però fer (francès), ferro (català), ferro (portuguès).
- CAELUM («cel») va donar → ciel (francès), cielo (castellà), però cel (català), céu (portuguès).

Entre les consonants, la palatalització va afectar els sons [k], [t], i sovint [g], davant de vocals E,I a gairebé tots els dialectes romànics, amb l'excepció del sard que és l'únic que ha conservat el so [k] velar davant de vocals posteriors. Per exemple:
- CAELUM > cel (català)
- RATIŌNEM > razó (català medieval) > raó (català actual)
- GENĔRUM gendre (català actual)

Les semivocals V [w] i I [j] es van enfortir fins a esdevenir respectivament variants de la fricativa labiodental [v] i de l'africada palatoalveolar [dʒ]. Cal tenir present que: les lletres U i J són afegits posteriors a l'alfabet llatí. Els romans feien servir les lletres V i I tant per fer de vocals com de consonants. Per exemple:
- VĪNUM > vi (català), vin (francès), vino (castellà)
- IANUARIUS > gener (català)

## Vocalisme tònic del llatí clàssic al català

### Ă, Ā > A > a
És la vocal que més s'ha conservat en català i rarament cau. Exemples: FABA > fava, CAPUT > cap, PILATĬU > palau, CAPRA > cabra, PORTAT > porta, ACREM > agre.
Hi ha poques modificacions, però hi ha alguna modificació de tipus dialectal:
- A + R > e + r: guiterra [ɡitɛrə]
- A + R + consonant > e + r + consonant: Isarn > Isern, Guitart > Guitert, arranca > arrenca (l'infinitiu té la vocal neutralitzada, cosa que pot dur a una vacil·lació), nàixer > néixer.

Joan Coromines, a Lleures i Converses formula un inici de regla:
- A davant a: FASCIA > faixa, CAPSA > capsa
- A > e davant de e, u: FASCĬS > feix, TAXU > teix, NASCERE > néixer, PORTAMUS > portam (bal.) > portem (evolució analògica)

A + iod
Normalment no es deixa influir per la iod menys en alguns casos on la iod està molt propera:
Sense inflexió
- LY > PĀ•LĔ•A > PA•LYA > palla (no afecta la vocal, però palatalitza la consonant)
- NY > A•RA•NE•A > A•RA•NYA > aranya

Amb inflexió
- -CT- > -YT-: FAC•TU > FAY•TU > fęyt > fet
- -X- > -S-: AXĬU > AYSU > eix (metàtesi de la iod), BASIU > BAYSU > bes
- Sufix –ARĬU > -AYRU > ęy(r) > ẹ(r) : FORNARĬU > FORNAYRU > forner
- Diftong AU > AU > o [ɔ] (l'occità manté el diftong): AURU > or, FAUSTU > Fọst (coexistent amb la forma culta Faust), PAULU > Pol (coexistent amb la forma semiculta Pau), PAUPERE > pobre, RAUBA > roba
- Diftong secundari (en llatí no existia, ja que la llei fonètica ja no era operativa): TA(B)ULA > taula, CADIT > cau, NAVE > nau
- Iod no absorbida per la consonant: CAPIA > càpi(a), DORMIAT > dormi

### Ĕ > Ę > ę [ɛ], ẹ [e] (vacil·lació dialectal)
És ẹ [e]:
- Davant palatal lateral ll [ʎ]: SĔLLA > sella, VITĔLLU > vedell, CASTĔLLU > castell
- Davant U llatina: MĔU(M) > meu, BRĔVE > breu, *NĔVE > neu
- Davant de velar: SĔCAT > sega, BĔCCU > bec, DIE-MĔRCORIS > dimecres, GRAĔCU > grec
- Davant de labial: LĔVAT > lleva, LĔPŎRE > llebre, FĔBRE > febre, VĔSPĔRU > vespre
- Davant de s [s]: PRĔSSA > pressa, ĔST > és, DE-EXPRĔSSU > després
- Davant de r [ɾ] o tr [tɾ]: ĔRAT > era, MŬ•LI•ĔR•E > MO•LYE•RE > muller, PĔTRU > Pere, PĔTRA > pedra
- Davant nasal + consonant: SĔMPER > sempre, CĔNTU > cent, DECĔMBER > desembre, TĔMPUS > temps, VĔNTU > vent
- Davant n [n] + vocal: GĔNUS > gens, VĔNIS > véns, TĔNET > té, BĔNE > bé
- Davant grups consonàntics d'oclusives: MĔD(I)CU > metge, HERĔTICU > heretge

És ę [ɛ] davant:
- Davant l [l]: GĔLAT > gela, CÆLU > cel, PĔLĂGU > pèlec
- Davant de rr [r]: TĔRRA > terra
- Davant u d'origen consonàntic: DĔCE > deu, PĔDE > peu, SĔDE > seu, PRĔTĬU > preu, DĔ(CĬ)MU > deume > delme
- Davant r + consonant no labial: OPĔRTU > obert, PĔRDERE > perdre
- Davant grup N'R: DIE-VĔNĔRIS > divenres > divendres, TĔNĔRU > tener > tendre, GĔNĔRU > genre > gendre

SĔPTE > set (7) té una evolució anòmala perquè hauria de ser tancada.
Vacil·lacions dialectals:
- Davant t / pt: SĔPTE > set, NĔPTU > nęt (oriental), nẹt (occidental), nət (balear)
- Davant r + bilabial: HĔRBA > hęrba (Pallars), SĔRPE > sęrp (Pallars)
- Davant dr: PĔTRA > pędra (Pallars i llocs del País Valencià)
- Davant s + consonant: FĔSTA > fęsta (Pallarès), FINĔSTRA > finęstra (Pallarès), VĔSPA > vęspa (Pallarès), NĔB(U)LA > neula (Pallarès i altres llocs del català occidental)

Ĕ > Ę + iod > i
PĔCTUS > PĘYTUS > pits, DELĔCTU > DELĘYTU > delit, FĔRĬA > FĘYRA > fira, ĔXIT > ĘYSIT > ix, SĔX > SĘYS > sis, CATHĔDRA > CADĘYRA > cadira, MĔDĬU > MĘDYU > mig, DĔ(D)I > DĘY > di
Hi ha diferents teories sobre aquesta evolució. L'occità diftonga, però la diftongació occitana és tardana (s. XII-XIII), mentre que l'evolució catalana ja apareix als primers documents catalans mig en llatí (s. IX-X).

### Ē, Ĭ, Œ > Ẹ > ə [ə](balear) > ẹ [e](occidental, alguerès, rossellonès i zones de Girona) > ę [ɛ](oriental)
ə balear: Només les zones que tenen la neutra tònica: Mallorca (excepte: Binissalem, Lloseta i Alaró), la part occidental de Menorca i la part oriental d'Eivissa. La resta fan una ę com el català central.
ẹ alguerès: per influència del sard
ẹ rossellonès: han igualat la ę i ẹ
ẹ gironí: algunes zones del nord de la província de Girona
PLĒNU > plę (oriental), plə (balear), plẹ (occidental i alguerès – -, rossellonès –- i algunes zones del nord de Girona)
DĒBĬTU > dęute (oriental), dəute (balear), dẹute (occidental)
BĬBĒRE > bęure (oriental), bəure (balear), bẹure (occidental)
PARĒTE > paręt (oriental), pəret (balear), parẹt (occidental)
INVĬDĬA > envęja (oriental), envəja (balear), envẹja (occidental)
TRĒS > tręs (oriental), trəs (balear), trẹs (occidental)
Hi ha hagut vacil·lació amb l'evolució de ə, i a vegades es troben textos (Vides de sants rosselloneses) que posen a en lloc de e.
Les formes cultes o sàvies tenen tendència a pronunciar-se en ẹ [e]:
- Després del so [ʒ]: GĬBBU > gep
- Seguida de iod [j]: RĒGE > rẹi, ręi (a Girona), LĒGE > llẹi, llęi (a Girona)
- Seguida de n + palatal o velar: DIE-DOMĬNĬCUS > diumenge
- Entre palatals: LĬGMA > llenya, SKĬLLA > esquella, PĬSCE > peix, MAMĬLLA > mamella

Excepcions:
- Amb r/l + consonant > ę (oriental i occidental) i ə (balear): VIRĬDU > vęrd, vərd, VĒLU > vęl, vəl, VĒLA > vęla, vəla, CANDĒLA > candęla, candəla, PĬLU > pèl, pəl, TĒLA > tęla, təla, VĬRGĬNE > vęrge, vərge
- ACCU-ĬSTU > aquęst (oriental), aquẹst (occidental i balear), ACCU-ĬPSU > aquęix (oriental), aquẹst (occidental i balear), ACCU-ĬLLU > aquęll (oriental), aquẹll (occidental i balear)
- CĬN(Ĕ)RE > cenra > cęndra

Ẹ + iod
- Sense inflexió > ę (oriental), ẹ (occidental i balear): MA•LĬ•TĬ•A > MA•LI•TYA > malesa, CON•SĬ•LĬ•U > CON•SI•LYU > consell, APĬCULA > *APEC’LA > ABEYLA > abella, CORRĬGĬA > corretja, VINDĒMĬA > VINNEMIA > verema (dissimilació m-m > r-m), STRĬCTU > *STREYTU > estret, DIRĒCTU > dreit > dret, BAPTĬDĬAT > bateja
- Amb inflexió > i (per metafonia, acció a distància de –i): CĒ•RĔ•U > CẸ•RYU > ceri > ciri, SĒPIA > sèpia, sípia, NĒRVĬU > nervi, nirvi (balear), SENIA > sénia, sínia (balear), CŒMENTĒRĬU > cementęri (balear, terres de l'ebre), cementiri, MONASTĒRĬU > monastęri (balear), monastir, FĒCI > fiu (= vaig ser), ĬBI > hi, MĬHI > mi

Altres casos de Ẹ > i
- Disminució de la vocal en hiat: DĬE > dia, SĬAT > sia, MĒA > mia, VĬA > via. -E(B)AT > -ia: TENE(B)AT > tenia, FA(C)E(B)AT > *FAEA > faïa > feia
- Ẹ + nasal + grups consonàntics (quan és àtona no passa): CĬNCTA > cinta, CĬNGULLA > cingle, DE-ĬNTUS > dins, DE-ĬNTRO > dintre, SUB-ĬNDE > sonvèn > sovin (hi ha) > sovint
- Reforçament de la distinció de les dues vocals de -ea en -ia: TĔPĬDA > tèbea > tèbia (fem.) > tebi (masc.)
- Casos particulars (substitucions de Ē → Ī en llatí vulgar): VENĒNU > VENĪNU > verí (dissimilació n-n > r-m), RACĒMU > RACTĪMU > raïm, DĬGĬTU > dit, DĬCTU > DĪCERE > dit (verb dir), VIGĬNTI > vint

### Ī > I > i
VĪVERE > viure, RĪVU > riure, VĪTA > vida, AMĪCU > amic, TRĪSTU > trist
- Desplaçament d'accent: CO(C)ĪNA > coïna > cuina, BOVĪNA > buina (fems de bou), RE(G)ĪNA > reina, BĔNĔDĪCTU > Benet i beneït / beneit.

### Ō, Ŭ > Ọ > ọ [o]
LŬPU > llop, RŌBŬRE > roure, JŬVENE > jove, ŬRSU > os, GŬTTA > gota, RATIONE > raó, TRŬNCU > tronc, LŬTU > llot, CANTIŌNE > cançó
- Excepció: MONTE > munt (central), mọnt (Girona). No se sap si la O llatina és breu o llarga. El castellà no diftonga, per tant, podríem pensar que es tractaria de Ŏ. A l'edat mitjana s'escrivia en U, però al Renaixement es va mirar molt la llengua antiga.

Hi ha una tendència a obrir la o en síl·laba inicial en català central i occidental, però no en gironí. El rossellonès ho tanca en u: flɔr / flọr, sɔl / sọl, rɔig / rọig, hɔra / họra.
Ọ + iod > ọ (generalment sense inflexió)
PŬTEU > pou, MŬSTIU > moix, ANGŬSTĬA > angoixa, CŬSCŌLĬU > coscoll, GENŬ C(Ŭ)LU > GENOC’LU > GENOYLU > genoll, FENŬC(Ŭ)LU > fenoll, RŬBEU > ROBYU > roig, CICŌNĬA > cigonya, COTŌNĔU > COTONYU > codony, VERECŬNDĬA > vergonya, BŬXU > BOYSU > boix
Excepcions
Ọ > u
- Davant NG (+ e, i), GN, YN: MŬNGIT > muny, JŬNGIT > juny, PŬGNU > *POYNU > puny
- Davant GY: FŬGIO > fuig
- Davant de nasal + consonant: JŬNCTU > junt, PŬNCTA > punta, ŬNCĬA > onza > unza, ŬNG(Ŭ)LA > ungla, JŬNCU > jonc (oriental) > junc
- En hiat: SŬA > sua, DŬAS > dues, CŌ(D)A > coa (balear) > cua

Ọ + U d'origen consonàntic > ə (balear), ẹ (occidental), ę (oriental)
CRŬCE > crou > creu, VŌCE > vou > veu, DŬCE > dou > deu, 
Ŭ + nasal + > u
PŬNCTA > punta, JŬNCTU > junt, ŬNCTARE > untar, ŬNGULA > ungla, JŬCAT > juga

### Ŏ, AU > [ɔ]
MŎRTE > mort, GAUDĬU > goig, AUDIO > oig

### Ū > U > u
LŪMEN > llum (fanal), LŪCEM > luu (la llum: el mot va caure i la llengua va agafar l'altre), FŪMU > fum, LŪNA > lluna, PŪLĬCE > puça
Excepcions: Ū > U > ọ [o]
PLŪMA > plọma, BRŪMA > brọma, FLŪMEN > flum > flọm, PLŪMBU > plọm; però LEGŪMEN > llegum (segurament per influència de la nasal posterior i l'absència d'una líquida davant)

## Vocalisme àton del llatí clàssic al català

### A > A > a (regla general)
CANTARE > cantar, APRILE > abril
Excepcions:
- Pèrdua de a quan queda en hiat: MA(G)ĬSTER > maestre > mestre, PLA(C)ERE > plaer > pler, PA(V)ŌRE > paor > por, RAPHAELE > Rafael, Rafel
- Pèrdua en posició inicial absoluta: ANURIA > Núria, APIERA > Piera (el parlar popular té tendència a fer-ho: vellanes a Tarragona)
- Tancament per la iod o so palatal: BASIARE > *BAYSARE > besar, LACTUCA > *LAYTUGA > lletuga, IACTARE > JAYTARE > gitar (Terres de l'Ebre), xarop → xerop / xirop (dialectal)
- AU > o: AUCELLU > ocell, aucell, AUDIRE > oir, LAURENTIU > Llorenç, AURICULA > orella, aurella. A vegades la O etimològica es diftonga en au dialectalment.
- AU-O > A-O > a-o: AUGŬSTU > AGOSTO > agost, AUSCŬLTARE > *ASCOLTARE > escoltar
- El diftong romànic es manté: CA(DĔ)RE > caure
- Reducció de hiat A > ę [ɛ]: CA(D)ĒBAT > caïa > queia, FACEBAT > fa(h)ïa > feia

### E > E > e (regla general)
LEGŪMEN > llegum, SECŪRU > segur, PĬSCARE > pescar
Excepcions:
- Tendència a convertir la e > a: BĬLANCĬA > balança (e-a > a-a), ÆRAMEN > aram, ĬMPORTARE > emportar (amportar en occidental), teulada → taulada (occidental), ferrer → farrer (occidental), terra → Tarrós (occidental), Miquel → Micalet (valencià).
- Tendència a tancar la e > i: CÆMENTU > ciment, CERASIA > cirera, CĬBARE > * CIBATA > civada, CĬCONIA > cigonya (Coromines creu que aquest tancament és per influència de la velar, Lleures, p. 195-197). El lleidatà té tendència a tancar després de s: senyor → sinyor, venir → vinir.
- Amb hiat: CREATURA > criatura, CREATA > criada
- Seguida de nasal + consonant: ĬNFLARE > inflar, CING(U)LARE > senglar → singlar (lleidatà)
- Assimilació i dissimilació: TENENTE > tinent, FENESTRA > finestra
- Tendència a tanca la e > o (sobretot amb la nasal bilabial): REMANERE > romandre, IMPLIRE > omplir
- Assimilació e-o > o-o (sobretot en central): RESTUCULU > restoll > rostoll, GENUCULU > genoll → jonoll (central), ginoll (occidental), FENUCULU > fenoll (valencià), fonoll (oriental i occidental), RENIONE > renyó (valencià i occità) > ronyó (oriental), ROTUNDU > *RETỌNDO > redó (occidental) > rodó (oriental)